# Lachesis (mythologie)

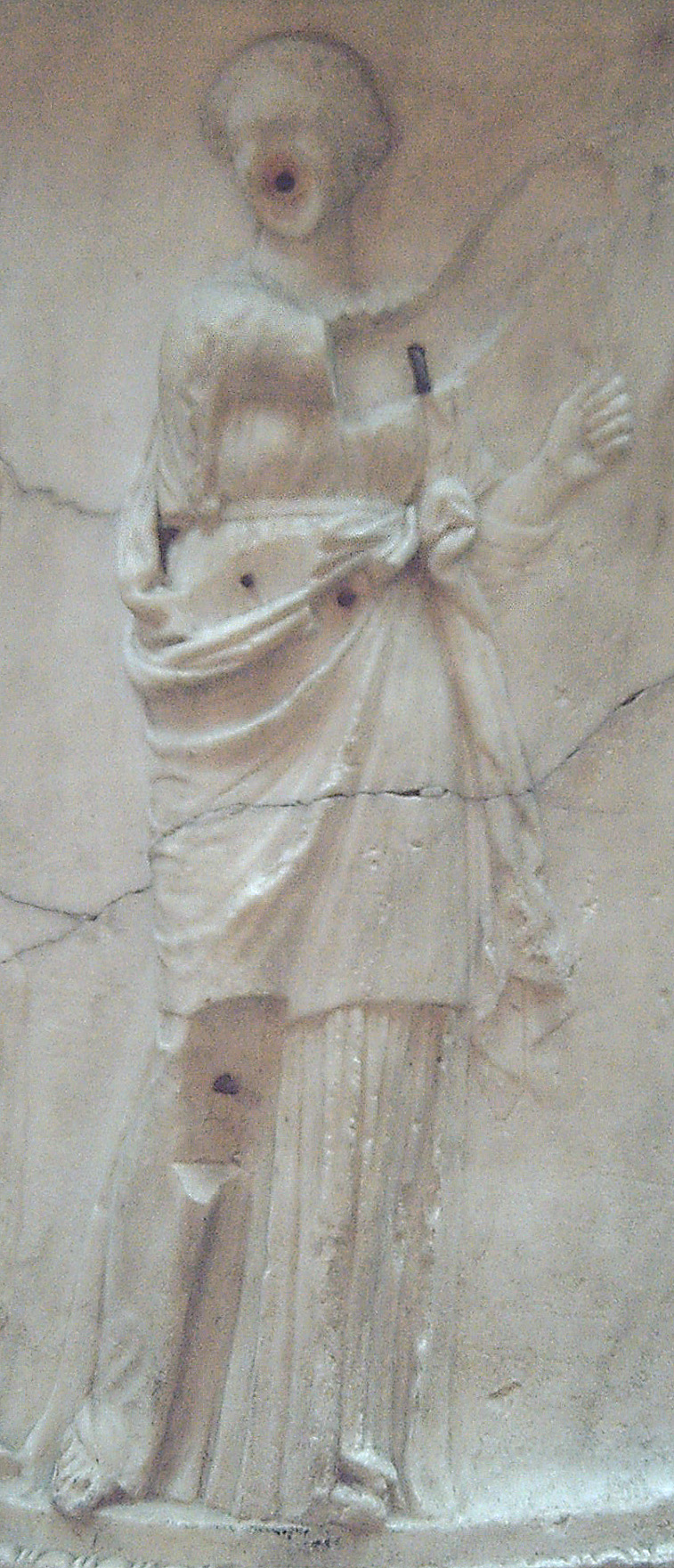
Lachesis op het Puteal de la Moncloa, bronhoofd in marmer, Neo-attische stijl uit de 2e eeuw na Christus, Nationaal Archeologisch museum (Madrid)

Lachesis (Oudgrieks: Λάχεσις) of de verdeelster is de tweede van de drie Schikgodinnen of Moirae uit de Griekse mythologie. Zij bepaalde de lengte van de levensdraad van elke mens, hoe langer de draad, hoe langer de persoon bleef leven. Haar zussen Clotho en Atropos stonden respectievelijk in voor het weven en doorknippen van de draad.
Hun oorsprong is onzeker. Vele teksten hebben het over drie dochters van Zeus en de titane Themis, hoewel Hesiodus hen in zijn werk de dochters van Nyx (godin van de nacht) noemde.
De Romeinse tegenhanger was Decima (de tiende).